# Венец (винний завод)
Винний льох "Венец" - виноробня розташована в селі Долний Дисан, недалеко від міста Неготіно. Більш широкий винний регіон Тиквеш.
Розподіл  - національний

## Галерея

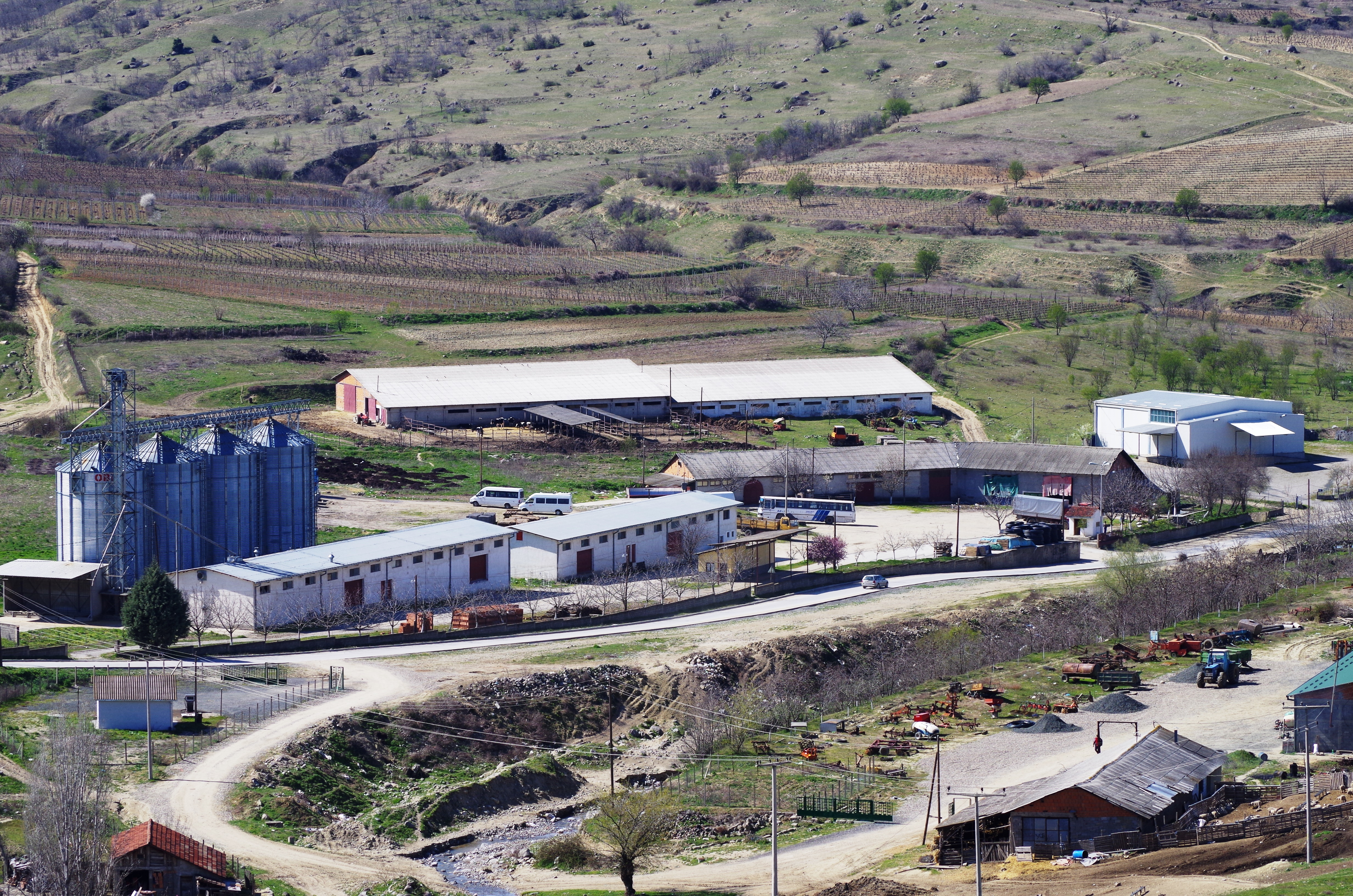
Вид на виноробню
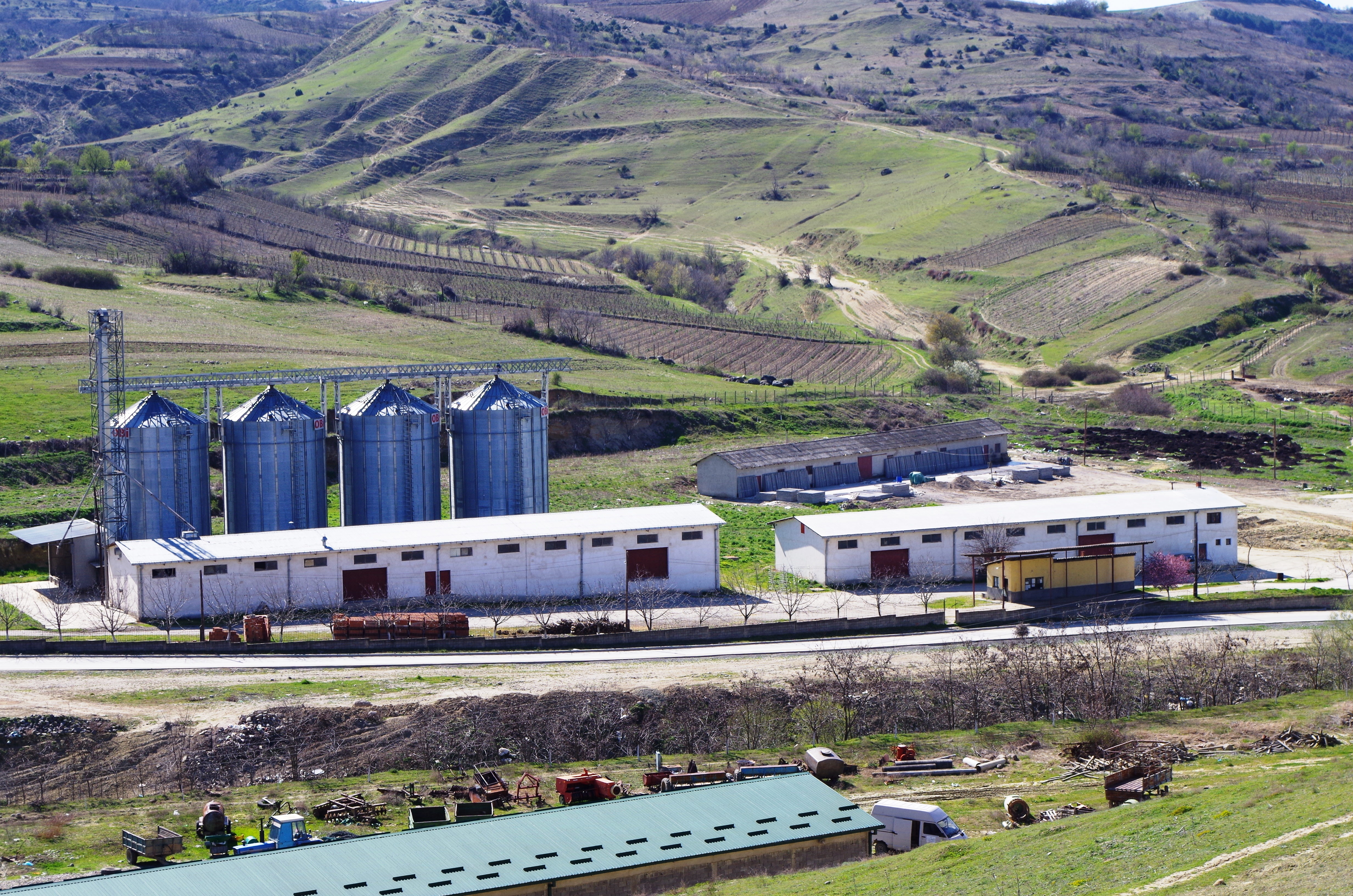
Винний льох "Венец"
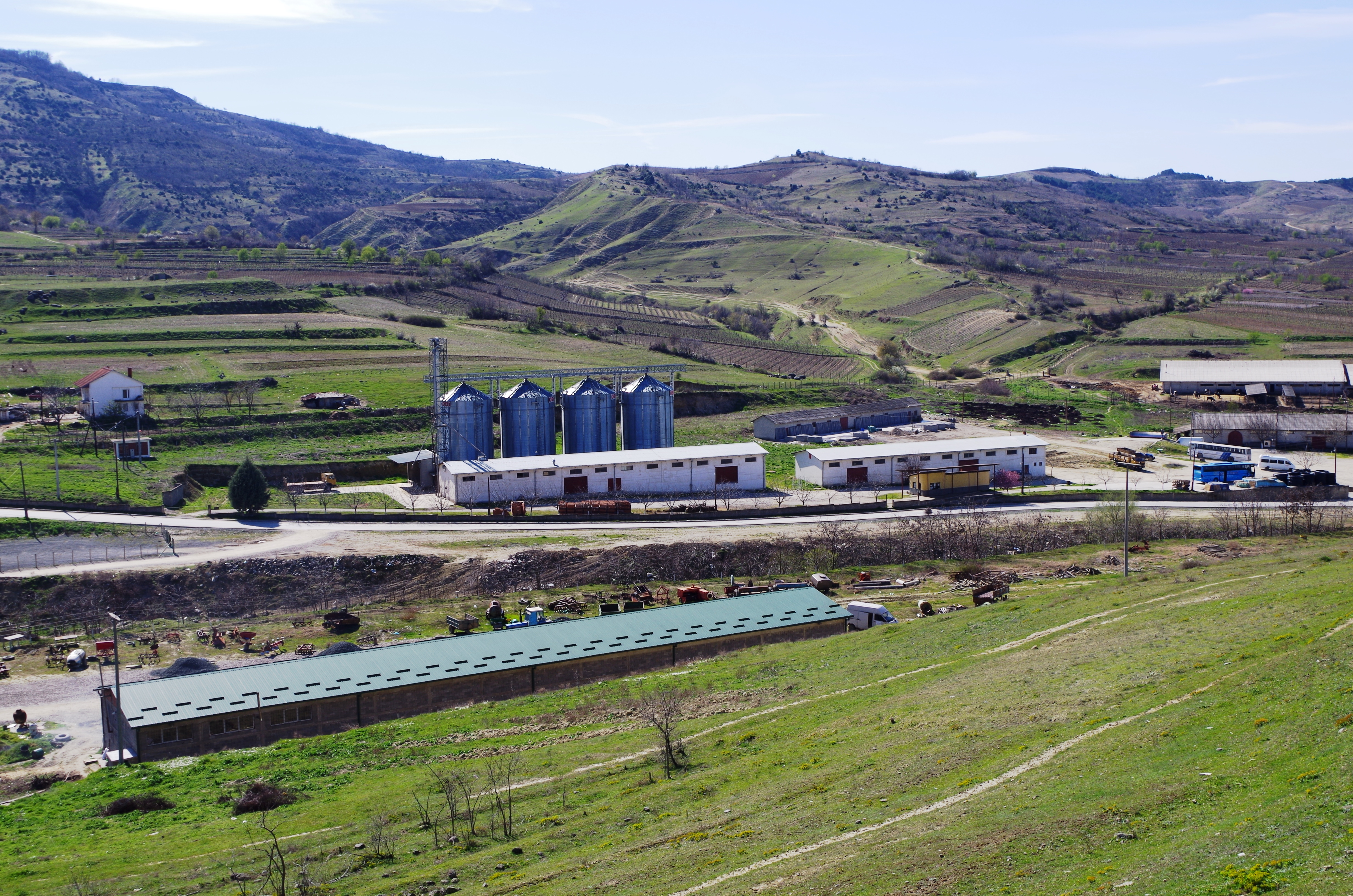
Вид на виноробню з сусіднього пагорба

## Зовнішні посилання
- Офіційний сайт [Архівовано 31 січня 2019 у Wayback Machine.] (мак.)(англ.)
- Короткий огляд про виноробню [Архівовано 3 травня 2021 у Wayback Machine.] на vino.mk